# البرتو سوارز
البرتو سوارز (انگلیسی: Alberto Suárez؛ زادهٔ ۲۰ اکتبر ۱۹۸۱) بازیکن فوتبال اهل اسپانیا است.
از باشگاه‌هایی که در آن بازی کرده‌است می‌توان به باشگاه فوتبال ایبار اشاره کرد.